# Shīshk
Shīshk (persiska: شيشك, ششك, ششتک) är en ort i Iran.   Den ligger i provinsen Mazandaran, i den norra delen av landet, 200 km öster om huvudstaden Teheran. Shīshk ligger 1 004 meter över havet och antalet invånare är 173.
Terrängen runt Shīshk är kuperad.Runt Shīshk är det ganska tätbefolkat, med 111 invånare per kvadratkilometer. Närmaste större samhälle är Estakhr-e Posht, 7,3 km norr om Shīshk. I omgivningarna runt Shīshk växer i huvudsak blandskog.